# پوپووتسی (استان گابرووو)
پوپووتسی (به بلغاری: Popovtsi) یک منطقهٔ مسکونی در بلغارستان است که در شهرستان گابروو واقع شده‌است.